# Кагрушки
Кагрушки — деревня в Лихославльском районе Тверской области.

## География
Находится в центральной части Тверской области на расстоянии приблизительно 11 км на север-северо-восток по прямой от районного центра города Лихославль.

## История
Деревня была отмечена как Игрушки ещё на карте Менде, состояние местности на которой соответствует 1848 году. В 1859 году здесь (Кагрушки или Крапивки) было учтено 13 дворов. В советское время работал колхозы «Красный карелец», «Рассвет» и им. Ленина. До 2021 деревня входила в Сосновицкое сельское поселение Лихославльского района до его упразднения.

## Население
Численность населения: 75 человек (1859 год), 12 (карелы 42 %, русские 33 %) в 2002 году, 11 в 2010.